# 高橋悟
高橋 悟（たかはし さとる、1961年1月26日 - ）は、日本の医学者・医師。専門は泌尿器科学。学位は、博士（医学）。日本大学医学部泌尿器科学系泌尿器科学分野主任教授、日本大学医学部附属板橋病院病院長。

## 略歴
- 1985年3月 - 群馬大学医学部卒業[2]
- 1987年4月 - 東京大学医学部泌尿器科学教室助手[2]
- 1988年7月 - 虎ノ門病院泌尿器科医員[2]
- 1989年 - 東京都立駒込病院泌尿器科[3]
- 1993年 - メイヨークリニック泌尿器科リサーチフェロー[2]
- 1993年5月 - 東京大学より博士（医学）を取得（論文タイトルは『α[1]-アドレナリン刺激剤の膀胱・尿道に対する作用 ：尿流動態と薬物動態による検討』）[4]
- 1998年7月 - 東京大学医学部泌尿器科学教室講師[2]
- 2003年10月 - 東京大学医学部泌尿器科学教室助教授[2]
- 2005年12月 - 日本大学医学部泌尿器科学講座主任教授[2]、日本大学医学部附属板橋病院泌尿器科部長[5]
- 2009年5月 - 日本大学医学部泌尿器科学系泌尿器科学分野主任教授[2]、日本大学医学部附属板橋病院泌尿器科部長
- 2014年11月 - 日本大学医学部泌尿器科学系泌尿器科学分野主任教授、日本大学医学部附属板橋病院副病院長[2][6]・泌尿器科部長
- 2019年4月 - 日本大学医学部泌尿器科学系泌尿器科学分野主任教授、日本大学医学部附属板橋病院泌尿器科部長[6]
- 2020年11月 - 日本大学医学部泌尿器科学系泌尿器科学分野主任教授、日本大学医学部附属板橋病院副病院長[6]・泌尿器科部長
- 2021年4月 - 日本大学医学部泌尿器科学系泌尿器科学分野主任教授、日本大学医学部附属板橋病院病院長[7]・泌尿器科部長
- 2024年3月 - 日本大学医学部附属板橋病院病院長を退任